# Erwin Wagenhofer
Erwin Wagenhofer est un cinéaste et écrivain autrichien né le 27 mai 1961 à Amstetten, en Autriche.

## Biographie
En 1981, ilKaviatEndstation normal. Deux ans plus tard, son deuxième court Das Loch est présenté au festival de Cracovie. C'est à partir de cette période jusqu'en 1987 qu'il travaille comme assistant pour plusieurs productions de l'ORF comme assistant aussi bien pour des films que pour des documentaires. En 1987, il devient indépendant et l'année suivante réalise un portrait de l'artiste Oswald Oberhuber dans Das Fragmentarische in der Kunst.
De 1995 à 2002, il est enseignant à la Donauuniversität de Krems puis, à partir de 2002, à la Universität für angewandte Kunst de Vienne. Depuis 2001, il a complété plusieurs scripts pour des documentaires.
En 2005, Erwin réalise le long métrage We Feed the World, un documentaire critique sur l'industrialisation de l'agriculture et de la production alimentaire, pour Allegro Film. Le film totalise plus de 800 000 entrées en Europe.Le film est vu dans de nombreux festivals et remporte plusieurs prix. En 2008, son nouveau film Let's make money sort en Allemagne et en Autriche et remporte le prix du Film documentaire allemand l'année suivante.

## Filmographie

### Courts métrages
- Endstation normal, 1981
- Der stumme Frühling, 1982
- Das Loch, 1983
- Limes … Aktion Limes, 2001
- Moving Vienna, 2002
- Agnes…, 2002

### Téléfilms
- Das Fragmentarische in der Kunst, 1988
- Wettertanz, 1999
- Chasing After The Molecule, 1995
- Off Screen, 1997
- Menschen am Fluss, 1998
- Die vergorene Heimat (Erstausstrahlung), 1999
- Daheim in Europa, 1999
- Der Gebrauch des Menschen, 2000
- Operation Figurini, 2003

### Longs métrages
- 2005 : We Feed the World
- 2009 : Let's Make Money
- 2010 : Black Brown White
- 2013 : Alphabet